# Permanent Waves
Albums de Rush
Hemispheres
(1978) Moving Pictures
(1981)
Permanent Waves est le septième album du groupe de rock progressif Rush. Il marque une période de transition dans leur style. Les titres plus accessibles semblent formatés pour la radio (Spirit Of Radio, Freewill, Entre nous).
Jacob's Ladder fait référence aux phénomènes météorologiques grâce à un texte contemplatif et une musique sombre et très progressive.
Natural Science divisée en trois parties distinctes, s'intéresse à l'humain sous l'angle de la Science naturelle.
Cette transition semble étonnamment marquée sur l'album vinyle de Permanent Waves : une "Face A" sur laquelle les titres restent plutôt marqués par l'influence des années précédentes ; une "Face B" qui annonce en quelque sorte le style Rush des années 1980, marqué par l'usage du synthétiseur. Curieusement, l'album suivant (Moving Pictures, 1981) continuera à flotter entre ces deux eaux et il faudra attendre Signals (1982) pour assister finalement à l'irruption massive du synthétiseur.
Permanent Waves est le premier album du groupe à entrer dans le top 5 des ventes.

## Liste des titres
1. The Spirit of Radio - 4:56
2. Freewill - 5:21
3. Jacob's Ladder - 7:26
4. Entre Nous - 4:36
5. Different Strings - 3:48
6. Natural Science - 9:17
  - I Tide Pools (2:21)
  - II Hyperspace (2:47)
  - III Permanent Waves (4:08)

## Personnel
- Geddy Lee – chant, basse, synthétiseurs Oberheim, Oberheim OB-1, Minimoog, Moog Taurus
- Alex Lifeson – guitares acoustique et électrique 6 et 12 cordes, Moog Taurus
- Neil Peart – batterie percussions

## Charts

### Album
| Année | Chart      | Position |
| ----- | ---------- | -------- |
| 1980  | Pop Albums | 4        |